# Wohn- und Wirtschaftsgebäude Am Brink 3
Das Wohn- und Wirtschaftsgebäude Am Brink 3 im nördlichen Ortsteil Dötlingen-Ostrittrum stammt vom späteren 18. Jahrhundert. Aktuell (2023) wird es als Wohnhaus genutzt.
Das Gebäude steht unter Denkmalschutz (siehe auch Liste der Baudenkmale in Dötlingen).

## Geschichte
Das eingeschossige giebelständige kleinere Gebäude als Zweiständer-Hallenhaus in Fachwerk mit sichtbaren Steinausfachungen und mit Krüppelwalmdach mit Niedersachsengiebel und Uhlenloch sowie mit einem sogenannten Eselsrücken am Sturz des Dielentors stammt von 1788 (Inschrift über der Grooten Door). Es wurde saniert und umgebaut.
Das Landesdenkmalamt befand: „… geschichtliche Bedeutung … für die Baugeschichte und für die Volkskunde … .“